# Poul Christian Schindler
Poul Christian Schindler (o. 1648 i København – oktober 1740) var en dansk musiker og komponist af musikken til den første egentlige opera i Danmark, som blev opført på Christian 5.s fødselsdag 15. april 1689.

## Liv og gerning
Schindler var en søn af kongelig glasskærer Poul Schindler og blev født i København. Han blev 1670 ansat som "Viol de gambist" i det kongelige kapel og kaldes senere kammermusikus. Musikken til den første her i landet opførte egentlige opera, Der vereinigte Götterstreit, var komponeret af Schindler til tekst af slesvigeren P.A. Burchard. Opførelsen fandt sted på kongens fødselsdag 15. april 1689 på et lille teater, som var blevet bygget ved Sophie Amalienborg i denne anledning. Under gentageisen af forestillingen den 19. samme måned gik der ulykkeligvis ild i et af de transparenter, der var anbragt på siderne af den med grønt og blomster dekorerede tilskuerplads. I et nu var salen omspændt af flammer, og mange mennesker omkom, deriblandt Schindlers hustru og ældste datter.
Da Schindler begyndte at blive til års, ansøgte han kongen om at "befri ham fra Musikken" og tillægge ham en anden tjeneste, hvorefter han i 1706 indtrådte af kapellet og fik ansættelse som sølvpop.
Han levede endnu længe efter den tid og afgik ved døden af et slagtilfælde i oktober 1740, 92 år gammel. Han var gift to gange.